# Leticia Myriam Torres Guerra
Leticia Myriam Torres Guerra (Monterrey, 9 de septiembre de 1955) es una química mexicana, especialista en materiales cerámicos avanzados. En 2005 fue nombrada jefa del departamento de ecomateriales y energía de la Facultad de Ingeniería Civil de la Universidad Autónoma de Nuevo León. Desde 2019 es directora general del Centro de Investigación en Materiales Avanzados.
Su trabajo de Investigación se centra en el desarrollo y síntesis de materiales avanzados como semiconductores y su aplicación como polvos y películas en proyectos de energía renovable y descontaminación sustentable.

## Trayectoria
De 1972 a 1976 estudió la licenciatura de Química Industrial en la Universidad Autónoma de Nuevo León (UANL). Posteriormente realizó su doctorado en la Universidad de Aberdeen en Escocia, obteniendo el grado en 1984. En 1985 comenzó a trabajar como profesora investigadora de la Facultad de Ciencias Químicas de la UANL.
Ha ocupado importantes cargos en el ámbito académico y administrativo. De 1995 a 2001 fungió como subdirectora de Investigación de la Facultad de Ciencias Químicas de la UANL, mientras que de 2011 a 2013 fue directora adjunta de desarrollo científico y tecnológico del CONACYT de 2011 a 2013. Es jefa del departamento de ecomateriales y energía de la Facultad de Ingeniería Civil de la UANL desde 2005. En 2008 se convirtió el líder del cuerpo académico consolidado Desarrollo de Materiales Ambientales. Durante 2014 y 2015 fue líder certificada en energías renovables y eficiencia energética en la Universidad de Harvard. Fundó el Centro de Investigación y Desarrollo de Materiales Cerámicos de la Facultad de Ciencias Químicas de la UANL entre 1990 y 1995, el cual se distinguió por ser autofinanciable y fue nominado al Premio Nacional de Tecnología en el año 2000.
También ha impulsado y realizado más de 27 desarrollos tecnológicos colaborando con el sector industrial, colaborando con empresas como CEMEX, VITRO, PEÑOLES Y PEMEX. Destaca un convenio con el Grupo Vitro en 1996 para impartir la Maestría en Ciencias con una especialidad orientada al vidrio. Con la compañía CEMEX implementó un programa especial de becarios UNI-EMPRESA para desarrollar proyectos de interés mutuo.

## Líneas de investigación
Su trabajo se ha centrado en el área de la ciencia de materiales, ya que inició su investigación con la síntesis de materiales cerámicos avanzados y la cristaloquímica. Sus investigaciones científicas más relevantes se han centrado en la síntesis y modificación de semiconductores para descontaminación de aire, suelo y agua mediante fotocatálisis, así como su uso en producción de hidrógeno, entre los que destacan titanatos, tantalatos y zirconatos de metales alcalinos y alcalinotérreos. Su grupo de investigación ha desarrollado materiales que han mostrado altas eficiencias fotoelectrocatalíticas, lo que ha permitido desarrollar prototipos de una hoja artificial para transformar la energía solar en energía química.

## Premios y reconocimientos
En reconocimiento a su trayectoria científica, ha sido acreedora de distintos premios a lo largo de su carrera.
- 2018: Premio Nacional de Ciencias en el Campo de Tecnología Innovación y Desarrollo.

- 2019: Premio Valor Regiomontano por la Universidad Regiomontana.

- 2015: Medalla al Mérito Cívico del Estado de Nuevo León, por su desempeño exitoso en el área de investigación científica.

- 2015: Distinción Master of Business Leadership y Master of Business Management. Otorgado por The World Confederation of Business, en Houston Texas.

- 2012: Reconocimiento Flama,Vida y Mujer por la Universidad Autónoma del Estado de Nuevo León.
- Ha obtenido 15 veces el Premio de Investigación UANL.
- 2002: Miembro del Sistema Nacional de Investigadores Nivel III.

### Sociedades científicas
Es miembro de distintas sociedades científicas tanto nacionales como internacionales.
- Miembro de la Academia Mexicana de Ciencias (desde 1999)
- Sociedad Mexicana de Materiales (desde 2009)
- International Union of Materials Research Society (desde 2017)

## Publicaciones destacadas
A lo largo de su carrera ha asesorado más de 70 tesis de licenciatura, maestría y doctorado. También ha desarrollado 58 proyectos de investigación científica, ha participado 22 veces como editora científica, e impartido más de 400 conferencias en congresos nacionales e internacionales. Cuenta con más de 200 artículos científicos indizados internacionalmente, así como 9 capítulos de libro, entre los que destacan:
- Nanomaterials and nanotechnology for high-performance cement composites. K Sobolev, I Flores, R Hermosillo, LM Torres-Martínez. Proceedings of ACI session on nanotechnology of concrete: recent developments and future perspectives, 91-118.
- Engineering of SiO2 Nanoparticles for Optimal Performance in Nano Cement-Based Materials. K Sobolev, I Flores, LM Torres-Martinez, PL Valdez, E Zarazua, et al. Nanotechnology in construction 3, 139-148.
- Influence of composition on the structure and conductivity of the fast ionic conductors La2/3− xLi3xTiO3 (0.03≤ x≤ 0.167). J Ibarra, A Varez, C León, J Santamarıa, LM Torres-Martınez, J Sanz. Solid State Ionics 134 (3-4), 219-228.
- Preparation and characterization of MgO powders obtained from different magnesium salts and the mineral dolomite. E Alvarado, LM Torres-Martinez, AF Fuentes, P Quintana. Polyhedron 19 (22-23), 2345-2351.
- A study of the crystallization of ZrO2 in the sol–gel system: ZrO2–SiO2. DH Aguilar, LC Torres-Gonzalez, LM Torres-Martinez, T Lopez, et al. Journal of Solid State Chemistry 158 (2), 349-357.